# The Ark (Doctor Who)
The Ark (L'Arche) est le vingt-troisième épisode de la première série de la série télévisée britannique de science-fiction Doctor Who, diffusé pour la première fois en quatre parties hebdomadaires du 5 au 26 mars 1966.

## Accroche
Le Docteur, Steven et leur nouvelle compagne, Dodo, atterrissent en l'an 10 000 000 au beau milieu d'un immense vaisseau spatial qui a pour mission d'amener tous les êtres humains sur une nouvelle planète. Mais cette nouvelle "Arche de Noé" est en proie à de nombreuses tensions internes.

## Distribution
- William Hartnell : Le Docteur
- Peter Purves : Steven Taylor
- Jackie Lane  :  Dodo Chaplet
- Eric Elliott : Le Commandant
- Inigo Jackson : Zentos
- Roy Spencer : Manyak
- Michael Sheard : Rhos
- Kate Newman : Mellium
- Ian Frost : Baccu
- Stephanie Heesom, Paul Greenhalgh : Gardiens
- Edmund Coulter, Frank George, Ralph Carrigan, John Caesar : Monoïds
- Roy Skelton, John Halstead : Voix des Monoïds
- Terence Woodfield : Maharis
- Brian Wright : Dassuk
- Eileen Helsby : Venussa
- Terence Bayler : Yendom
- Richard Beale : Voix du Refusian

## Résumé

### The Steel Sky
Le TARDIS se matérialise dans une forêt où l'on trouve une multitude d'animaux terrestres venant de tous les continents. Dodo, pensant toujours être sur Terre, estime être dans une sorte de zoo, à Londres. Cependant, ils sont vite approchés par un groupe d'être humains, les gardiens, accompagnés par des Monoïds, des extraterrestres cyclopéens ayant leur œil à la place de la bouche ; les Monoïds étant au service des humains. Ils apprennent alors être à bord d’un immense vaisseau spatial qui a quitté la Terre à l'approche de l'an 10 000 000 lorsque celle-ci était sûr le point d'être détruite par le Soleil. Voyageant pour une durée de plus de 700 ans, les derniers humains et les Monoïds envisagent d'atteindre ensemble la planète Refusis. 
Alors que le commandant du vaisseau est assez curieux de l'apparition de ces voyageurs venus d'un autre temps, un rhume contracté par Dodo, va infecter différents membres du vaisseau, humains et Monoïds, et commencer à tuer une partie d'entre eux.

### The Plague
À la suite de la pandémie qui commence à s'installer, les différents gardiens du vaisseau accusent le Docteur et ses compagnons d'être des extra-terrestres venus de Refusis pour infiltrer le vaisseau afin qu'ils ne puissent pas atteindre leur destination finale. Le Commandant étant touché par la fièvre, son second, Zentos, bien moins clément, entreprend de les juger. Alors que Steven tente d'assurer leur défense, la fièvre le touche et finit par s’effondrer. Alors qu'ils sont jugés coupables et prêts à être poussés par une foule en rage dans l'espace, le commandant intervient pour que le Docteur puisse trouver un vaccin en se servant de Steven comme d'un cobaye. 
Finalement, grâce à l'aide des Monoïds, des gardiens et d'une partie des animaux ramenés par les humains, le Docteur trouve un remède. L'ensemble de l'équipage est guéri, alors que le Docteur et ses compagnons rentrent dans le TARDIS. Leur prochain voyage les conduit de nouveau à l'intérieur du vaisseau, 700 ans plus tard, et les Monoïds semblent alors avoir pris le pouvoir.

### The Return
Emprisonnés, le Docteur et ses compagnons constatent que les choses ont bien changé : 700 ans se sont écoulés, le vaisseau – à présent appelé l’Arche – approche de Refusis. Les Monoïds parlent dorénavant et ils ont réduit les humains en esclavage. Leur chef, Un et son subalterne, Deux, souhaitent coloniser Refusis pour eux seuls et détruire les humains. Un envoie le Docteur, Dodo et Deux explorer Refusis. Là, ils tombent sur un château, dans lequel se trouve un être invisible qui leur explique que les Refusiens ont atteint un niveau de conscience supérieur et qu'ils ont préparé la venue de l'Arche depuis de nombreux siècles en aménageant leur planète pour accueillir les nouveaux venus. Cela n'empêche pas Deux d'avoir des volontés belliqueuses. Il tente d'alerter Un, mais son vaisseau est détruit par le Refusien. Le Docteur et Dodo n'ont alors plus aucun moyen de retourner à l'Arche. 

### The Bomb
À bord de l’Arche, Quatre, un des Monoïds commence à remettre en question les volontés guerrières de Un. Celui-ci souhaite que les Monoïds atterrissent tous sur Refusis pendant que dans l'espace, une bombe nucléaire, placée dans une statue géante de Monoïd explosera, détruisant la totalité de la civilisation humaine survivante. La tension commence à se développer lors de la découverte de la navette de Deux, détruite, au moment de l'arrivée des Monoïds sur Refusis. Une guerre civile éclate, tandis qu’à bord de l’Arche, les humains cherchent à localiser et à désactiver la bombe laissée par les Monoïds. Finalement, c'est le Refusien, que le Docteur aura laissé rentrer dans une des navettes, qui aidera Steven et Venussa, une des gardiennes à trouver la bombe et l'expulsera dans l'espace.
La guerre entre les Monoïds étant finie, le Refusien acceptera que tout le monde s'installe sur Refusis à la condition que les humains et les Monoïds vivent ensemble sans domination d'un peuple sur l'autre. Le Docteur et ses compagnons repartent dans le TARDIS, et tout semble se passer normalement quand, à la suite d'un éternuement, le Docteur se met à devenir transparent.

## Continuité
- Plus que de coutume, le Docteur semble dire que le TARDIS est mû d'une volonté propre, une idée que l'on trouvait déjà dans l'épisode The Edge of Destruction et qui se retrouvera au centre de l'épisode du 11e Docteur, L'Âme du TARDIS.
- Dodo porte une tunique de croisé qu'elle dit avoir trouvé dans le TARDIS, peut-être un vestige de l'épisode The Crusade.
- Le Docteur semble reprocher à Dodo son utilisation de termes inappropriés venus des années 1960.
- Parmi les événements que le commandant explique faire partie des tout début de l'histoire humaine (le 1er segment du Temps) se trouve la guerre de Troie (The Myth Makers), Néron (The Romans), et l'invasion de la Terre par les Daleks (The Dalek Invasion of Earth).
- Le fait que Steven vienne du futur par rapport à Dodo fait qu'il n'est pas immunisé contre le rhume. Par ailleurs, celui-ci était déjà à la recherche d'une nouvelle planète qui puisse remplacer la Terre lorsqu'il a croisé la route du Docteur à la fin de The Chase.
- L'idée d'une arche transportant la population terrienne en dehors de la Terre se retrouvera dans l'épisode du 4e Docteur The Ark in Space et l'épisode du 11e Docteur La Bête des bas-fonds.
- Cet épisode voit la Terre disparaître à la fin de la deuxième partie, et ce, en l'année 10,000,000. Cela entre en contradiction avec l'épisode du 9e Docteur La Fin du monde où la Terre est détruite par une expansion solaire en l'an 5,000,000,000 et seul le dernier "véritable" humain semble être là pour voir cet événement. Le scénariste Paul Cornell explique que la guerre du temps peut avoir changé le cours de l'univers et que des événements historiques ont pu être réécrits comme, la destruction de la Terre[1]. Par ailleurs, une autre explication à cette contradiction serait, d'après les nouvelles, romans et audios, que la compagnie "National Trust", aurait reconstruit la terre, en réarrangeant les continents "d'après l'époque classique".
- Dans la nouvelle série, on peut découvrir avec le 10e Docteur une Nouvelle Terre dans Une nouvelle Terre. Il semblerait que ce ne soit pas la même planète que Refusis à la suite du changement de chronologie dû à la guerre du temps.

## Production

### Ecriture
L'idée d'un épisode se déroulant sur un vaisseau spatial géant était une idée que le producteur John Wiles émit en mai 1965 lorsqu'il fut installé à la tête de la série Doctor Who. Son collaborateur, le script-éditor (responsable des scénarios) Donald Tosh lui conseilla d'engager le scénariste Paul Erickson avec lequel il avait déjà travaillé sur la série Compact. L'épisode fut officiellement commandé le 27 mai 1965 sous le titre de « The Ark ». En janvier 1966, peu de temps avant la production de l'épisode, l'agent d'Erickson demande que ce scénario soit crédité au double nom de Paul Erickson et de sa femme, Lesley Scott, bien que visiblement, tout le mérite revenait à Erickson. Celui-ci aura toujours refusé de s'exprimer sur les raisons de cette demande inhabituelle. Il s'agira du seul travail d'Erickson pour Doctor Who, si l'on excepte la novélisation de cet épisode même, écrit peu de temps avant sa crise cardiaque en 1991.

### Pré-production
Peu de temps avant le tournage, la série connait de nombreux changements dans sa production. À la suite du départ de Donald Tosh à la mi-janvier 1966,Gerry Davis est crédité comme « script editor » sur cet épisode alors que la plupart de ce travail revient à Tosh. La  production de cet épisode marque aussi la passation de pouvoir entre John Wiles et son successeur Innes Lloyd. Le contrat de William Hartnell est amendé pour durer jusqu'à l'épisode CC (no 28) et celui de Peter Purves pour 12 parties. 

### Tournage
Les premières images de l'épisode commencent à être tournées entre le 24 janvier et le 3 février 1966 sous la direction de Michael Imison, un ancien réalisateur de la série Compact dont il s'agit de la seule réalisation pour la série Doctor Who. Ces scènes préliminaires sont la miniaturisation du gardien, la bataille entre les Monoïds et la jungle de l'Arche. Barry Newbery alors décorateur de la série, s'efforcera de recréer à l'intérieur d'un studio, un semblant de jungle zoologique contenant un caméléon et un jeune éléphant indien, Monica, prêté pour l'occasion. 
Le tournage débuta le 18 février 1966 au studio 1 de Riverside, et comme à l'accoutumée, les épisodes étaient répétés toute la semaine afin de pouvoir être enregistrés le vendredi suivant. Le tournage d'Imison fut plus coûteux que prévu, obligeant la production de l'épisode suivant, The Celestial Toymaker à faire des économies. De plus, lors de la 4e partie "The Bomb", Imison cassa la façon de faire de la série en ne filmant pas les passages dans l'ordre tel que le script les établissait. 
Il fut demandé à Jackie Lane de "supprimer" l'accent du Cockney qu'elle employait afin de prendre un accent qui sonnerait plus "BBC".
Les Monoïds étaient joués par des acteurs qui portaient des balles de ping-pong peintes dans leur bouche afin de simuler un œil, tandis que le reste de leur visage était recouverte d'une perruque.

### Casting
- L'acteur Michael Sheard rejoua de façon assez récurrente dans la série et ce, jusqu'à la fin de la première série. On le retrouve aussi dans les épisodes The Mind of Evil (Dr Roland Summers), Pyramids of Mars (Laurence Scarman), The Invisible Enemy (Lowe), Castrovalva (Mergrave) et Remembrance of the Daleks (Headmaster).
- Roy Spencer joua le rôle de Frank Harris dans l'épisode Fury from the Deep.
- Terence Bayler joua le rôle du Major Barrington dans The War Games.
- Roy Skelton, qui fait la voix d'un des Monoïds rejoua plus tard la voix des Daleks dans de nombreux épisodes.
- L'acteur australien Bill Hunter joue le rôle d'un des gardiens, mais n'est pas crédité dans le générique final[2],[3].

## Diffusion et réception
| Épisode                                                                                      | Date de diffusion | Durée | Téléspectateurs en millions | Archives   |
| -------------------------------------------------------------------------------------------- | ----------------- | ----- | --------------------------- | ---------- |
| "The Steel Sky"                                                                              | 5 mars 1966       | 24:00 | 5,5                         | Films 16mm |
| "The Plague"                                                                                 | 12 mars 1966      | 25:00 | 6,9                         | Films 16mm |
| "The Return"                                                                                 | 19 mars 1966      | 24:19 | 6,2                         | Films 16mm |
| "The Bomb"                                                                                   | 26 mars 1966      | 24:37 | 7,3                         | Films 16mm |
| L'épisode fit remonter les audiences après un The Massacre of St Bartholomew's Eve décevant. |                   |       |                             |            |

L'épisode marque assez les esprits par la complexité de son scénario en deux parties permettant de montrer l'évolution d'une situation dans le long terme. Néanmoins beaucoup de critiques regrettent le côté "unidimensionnel" des différents conflits qui amène la fin de l'épisode en une simple bataille entre les "bons" et les "méchants." De plus, le look et la façon de se comporter des Monoïds est jugée ridicule. 
En 2009, Patrick Mulkern, critique du "Radio Times" restera circonspect sur l'épisode, estimant que "le concept est correct, notamment avec l'ellipse temporelle de l'épisode 2... mais d'un autre côté l'épisode manque de moments dramatiques et offre parfois des moments d'ennuis." Il trouve que les gardiens sont à peine développés et que les Monoids ont "quelque chose de ridicule" même s'il salue la réalisation, la musique et les effets spéciaux. Cet avis est partagé par John Sinnott du site DVD Talk's, qui donnera une note de 3/5 expliquant que la première partie de l'épisode est "lente" et que celui-ci ne devient intéressant que lorsque l'équipage du TARDIS revient à bord de l'arche. Même note pour Ian Barriman du magazine SFX qui trouve que les Monoïds sont des méchants "risibles" mais retient l'ambition de l'épisode qui se démarque de la production de l'époque. Brian J. Robb écrira sur le site Dreamwatch que "l'histoire ambitieuse rate misérablement à cause des Monoids moins-que-stellaire." En 2010 sur le site Io9, Charlie Jane Anders classera la fin de la deuxième partie où le Docteur et ses compagnons retournent dans l'arche du futur dans la liste des plus grands cliffhangers de Doctor Who.

## Novélisation
L'épisode fut novélisé sous le titre de "The Ark" par Paul Erickson lui-même, et fut publié en octobre 1986 sous le numéro 114 de la collection Doctor Who des éditions Target Book. Cette novélisation n'a connu aucune traduction à ce jour.

## Édition VHS, CD et DVD
L'épisode n'a jamais été édité en français, mais a connu plusieurs éditions au Royaume-Uni, en Australie et aux États-Unis.
- L'épisode est sorti en VHS en 1998.
- Sorti à la même époque que les épisodes incomplets, la bande son de l'épisode a été éditée sur CD avec la voix off de Peter Purves servant d'introduction et de lien entre les différents passages. Une interview de Peter est disponible avec de nombreuses anecdotes au sujet de l'épisode et de son rôle dans la série à l'époque. Ce CD est disponible sur l'iTunes Store.
- L'épisode a connu une réédition DVD le 14 février 2011 en région 2 et le 8 mars 2011 pour en région 1.